# Естергом
Острогон (мађ. Esztergom — Естергом, лат. Strigonium, тур. Estergon) град је на северу Мађарске, на око 50 km северозападно од главног града Будимпеште. Налази се у жупанији Комаром-Естергом на десној обали Дунава који формира државну границу са Словачком.
Острогон је био главни град Краљевине Мађарске између 10 и 13. века и био је краљевски град све док се тадашњи краљ Бела IV није прво преместио у Вишеград и после у Будим.
Острогон је и данас седиште примаша (prímás) римокатоличке цркве у Мађарској.
Град има познати Музеј хришћана (Keresztény Múzeum), где је највећа уметничких колекција везаних за цркву и хришћанство у Мађарској. Такође град има и базилику која је највећа у Мађарској. По песми из Нибелунга, Острогон је био Атилино (Etzel) седиште.
Новија знаменитост града је мост Марије Валерије (Mária Valéria híd), који повезује Острогон са градом Штурово (Štúrovo) у Словачкој. Оригинално мост је био саграђен 1895. године, али су га немачке трупе приликом повлачења 1944. године, порушиле. Поново је подигнут 2001. године уз помоћ прилога из Европске уније.

## Историја града
Острогон је један од најстаријих градова у Мађарској. У богатој историји града смењивали су се владари, по мађарску значајни политички догађаји, грађене палате и цркве, које су затим уништаване у многим биткама око овог града, пролазак и уништавање од стране татарских и турских хорди и на крају завршено је са реконструкцијама и обновом.
Остаци средњовековног Острогона се данас налазе испод данашњег града и до њих се може допрети само археолошким ископавањима. Узрок овоме је то да је стари град био уништен за време, 150 годишње владавине Османлија. Становници тадашњег града су били убијени или заробљени или су побегли на друга места. После повлачења Турака из региона, дошли су нови становници и направили нови град на рушевинама старог. По резултатима најновијих археолошких ископавања испод замка на брду (Várhegy) и околине, ови предели су били настањени још од времена леденог доба, од пре неких 20.000 година. Први познати људи, племена, која су насељавала ове пределе су Келти из западне Европе. Келти су насељавали ове пределе негде око 350. п. н. е. Келтско пребивалиште лежи управо испод замка и трајало је све до доласка Римљана. Током римске владавине овде се налазила веома важна и прометна граница римске провинције Паноније, тада је насеље било познато под именом Солва (или Salva). Под остацима тврђаве града такође су нађени трагови припадника немачких и аварских племена који се населили у доба слабљења римске империје и његовог пада.
Насеље је првобитно било основано око Великоморавског замка и добило је на значају 960. године, када је Геза IV, владајући принц кнез Мађара, изабрао Острогон за резиденцију. Његов син Вајк, је рођен овде у палати дворца на брду (Várhegy) између 969-975. Ту се
Током 973. године, Острогон, је био поприште важних историјских догађаја. На Ускрс те године принц Геза је послао делегацију на међународну конференцију о миру код Отона I, понудивши мир и тражећи да му дођу мисионари. Геза је ту примио хришћанство, и позвао је образоване људе и свештенике са запада, да по Угарској шире хришћанску просвету. Уследило је масовно покрштавање око 5000 мађарских племића и великаша.
Принчевски двор се налазио на северној страни брда, а на врху се налазила базилика посвећена светом Адалберту, где је по легенди крштен Свети Стефан. Црква светог Адалберта је била седиште надбискупа Острогона и главна римокатоличка црква у тадашњој Мађарској
Већ у то време Острогон је постао велики занатски и трговински центар. По неким изворима своје данашње име је добило по насељу Естрогин (Esztrogin), које су основали бугарске занатлије који су правили оклопе за витезове.
Током 1000. године, Стефан I је био крунисан у Острогону. Стефан је претходно измолио од папе Силвестра II дозволу да оснује Острогонски примат и земљу подели на дијецезе. Папа је послао у Острогон апостолски крст и круну. Та круна којом су крунисани сви угарски краљеви слепљена је горњом страном, са круном коју је послао византијски цар. Од тада па све до почетка 13. века одавде се владало Мађарском. У овом периоду је изграђен замак, који није само био краљевска резиденција већ и политички и религијски центар мађарске. У острогонској "тврђавици" је умро "од жалости" 1173. године угарски краљ Стефан III, јер му је војска била поражена. Надбискуп из Острогона је био одговоран за десет бискупија које су основане од стране Светог Стефана. Надбискуп је такође поред својих световних дужности обављао и крунисање мађарских владара током овог периода све до 1241. године и инвазије Монгола.
Градски савет Острогона је био састављен, углавном, од најбогатијих људи становника града. Ти грађани су били француског, шпанског, фламанског, валонског и италијанског порекла који су се бавили трговином. Острогон је добио грб у 13. веку, када је овај град постао место у којем су се састајали страни државници, један од примера је и састанак Конрада II са Белом III. Арнолд Лубек (Arnold fon Lübeck), историчар који је путовао са Фридрихом Барбаросом, је назвао овај град метрополом Мађара (quae Ungarorum est metropolis).
Тринаести век означава почетак пада моћи Острогона. Прво су Татари постали опасност за град и становништво (1243), затим у каснијем периоду Турци, тако да је број становника и економска моћ града опадала све до средине 18. века. Турци су град са тврђавом заузели 1543. године и претворили га у пограничну тврђаву и седиште санџака. Трупе под командом Миклоша Палфија и Маћаша Чеснекија успеле су 1595. да поврате Острогон, али су га Турци опет заузели 1605. и владали су овде све до 1683. године. Тада је аустријски цар потерао Турке од Беча и успут ослободио град Острогон на "дунавској реци" септембра те године. Одласком Турака, овај град су поново почели да насељавају хришћани мађарског, немачког и словачког порекла и граду је полако враћен стари сјај. Као слободан царски и краљевски град постао је 1708. године. У граду је 1837. године одржано неколико вашара: 12. марта, 25. маја, 10. августа и 1. новембра. У Острогону гимназија 1861. године ради искључиво на мађарском језику.
Један Србин путописац је боравио 1886. године у граду Острогону, и дао краћи осврт на тадашње прилике. У том граду са око 9000 становника је седиште жупаније, суда, столица примаса католичког са библиотеком и музејом, гимназије и семинара богословског (католичког), "ипак је ту све мање света - јер трговина и занат 'ударају натраг а са тога се свет расељава'." Варош се дели на две стране, западну и јужну, и онај део насеља крај Дунава, који зову "митрополитски", јер се ту налази српска православна црква Св. Игњатија, уз коју је нови примасов двор. Острогон има и два предграђа - Ђурђевац и Томашевац. Куће су "доста велике" и лепе. У Острогону је 1899. године постојао "Завод за оспособљавање забавиља".
Године 1905. за Острогон се каже да је варош са уређеним магистратом, насељена за време римске владавине. Ту се поред ПТТ налазе жељезничка и паробродска станица. У месту живи тада 17909 становника у 2130 домова.

## Становништво
По процени из 2017. у граду је живело 27.979 становника.
| 1990.  | 2001.  | 2011.  | 2017.  |
| ------ | ------ | ------ | ------ |
| 29.841 | 29.041 | 28.926 | 27.979 |

### Демографски подаци из (2001)
Становништво по националности: 
мађари: 92,9%; роми: 2,4%; пољаци: 0,1%; немци: 1,4%; румуни: 0,1%; словаци: 1,3%; непознатог порекла: 6,0%
Вероисповест:
римокатолици: 65,8%; грко католици: 0,9%; реформати: 7,4%; евангелисти: 1,2%; остале вероисповести: 0,9%; атеисти: 11,9%; непознато: 12,0%
Број домаћинстава:
- 1990. 10 597
- 1995. 10 739
- 2001. 11 093
- 2005. 11 550

## Срби у Острогону
Срба је у Острогону било у давнини, али су историјске чињенице оскудне, спорадичне. Постојала је ту "Српска варош" ) види се на старим гравирама) коју су подигли у првој половини 16. века, избегли Срби, из Ковина на дунавској ади Чепељу. У српској острогонској цркви је била (1886) једна стара српска, шајкашка застава изрешетана турским танадима, као спомен српског јунаштва и "нелажљиви спомен њиховог пребивања у овим покрајинама." То је старинска застава од дупле црвене свиле, са белим утканим оквиром. Са једне стране, био је извезен текст: "1635.(године) Острогонски барјак милицији". Ниже, од тога је други текст: "1701.(године) обркапетан Илија Јакшић." Постојала је "Острогонска милиција", које се истакла 1549. године под Ђорђем Радићем. Дана 27. септембра 1557. године страдало је 200 невиних Срба у Острогону. По налогу Адама Гала капетана Ђурске тврђаве, извршена је ту над њима егзекуција. Још 1594. године док је тврђава острогонска била у турским рукама, кренула је аустријска војска под командом Кнеза Матеје на Острогон. Опкољен је Острогон 4. маја, са око 50.000 царских војника, али упркос жестоким нападима и са топовима није било помака. Палфи се преко тумача споразумео са Србима који су живели у граду, да помогну изнутра. Срби су по договору поубијали турске стражаре и чуваре градских капија, и град предали, на шта је царска војска Острогон запосела. У Острогону је пре Велике сеобе Срба била посада - компанија српских војника шајкаша, који су се истакли у аустријским ратовима са Француском и Баварском.
Нови талас насељавања Срба у Острогону уследио је под Чарнојевићем, у време најжешће верске нетолеранције. Острогон је за Мађаре био њихов "Рим", и ту се спроводила насилно унијаћење православаца, пре свега Срба. Каже се да је "цвет српства" био насељен по градовима горње Угарске, међу којима и ту. Убрзо по насељењу, они су ту у Острогону подигли православну цркву брвнару - већ 1698. године. Срби су добили од аустријског цара Леополда I привилегије, 24. децембра 1696. године. Угарска канцеларија је 1724. године, потврдила те старе привилегије и за краљевску слободну варош Острогон. Угарски дворски канцелар и примас Арцибискуп острогонски, кардинал Леополд Колонић је 1699. године претио патријарху Чарнојевићу, што се усудио бранити православне Србе, које овај сматра за унијате. Тај кардинал католички "примас" који је неуморно деловао баш у Острогону, насилно је много Срба превео у унију, и тиме их дефинитивно одродио. У томе лежи узрок нестанку мноштва православних Срба у горњем Подунављу.
Варош Острогон је од краја 17. века имала свој аутономни магистрат са припадајућим овлашћењима. У граду Острогону је 1709. године међу Србима војницима, био на положају и пуковник Јован Димитријевић, иначе племић. Генерал Куклендер био је 1709. године командант града Острогона. Тражио је да се уступе кућа и виногради оберкапетану Илији Јакшићу, као накнада за претрпљену штету "у мађарском ропству". Он је био сужањ код сурових Ракоцијевих куруца, али је остао жив. На црквено-народним саборима у 1719. у Карловцима, и 1722. године у Варадинском шанцу, као посланик се јавља капетан острогонски Илија Јакшић. Јакшић се 1723. године писмом обраћао Србима у Будиму, распитујући се за инцидент када су будимски католици у српској цркви, на силу хтели своју мису одржати. Марија хаџи Комненова родом из Београда је саставила тестамент у Будиму 20. фебруара 1733. године. По њему је за острогонску цркву наменила 12 ф. дати "за своју душу". Острогонци су 1745. године већ имали српску школу, за коју су издвајали 10 ф. У фрушкогорском манастиру Врднику био је 1753. године јеромонах Софроније Гавриловић, рођен у Острогону 1712. године. "Учио се књигама славенским при свјашченику Острогонском Харалампију". Са њим је у исто време у манастиру Врднику био и његов рођени брат, проигуман Алексије Гавриловић, тада стар 36 година. Српски свештеник Исаија јеромонах се потписао на једном документу у Табану, 1748. године. Купац Рајићеве српске историје био је 1794. године поп Лазар Перенчевић парох, уз "благородног" Павела Јакшића.
Стојковићеву књигу узео је 1801. године као пренумерант, Григорије благородни от Јакшић из Острогона. Књигу о француској граматици коју је објавио Јоаким Вујић купили су 1805. године неки мештани: поп Лазар Перенчевић от Мерљаве парох Острогонски и Левички, Јаков от Јакшић и Јован Перенчевић од Мерљаве. Купци једне српске књиге су 1814. године били Острогонци: Павел Јакшић сенатор и Григорије Јакшић Малтешког ордена витез кавалир. Помињани племић Григорије Јакшић је 1808. године објавио књигу са мађарским стиховима. Педагошку књигу намењену учитељима узели су 1816. године житељи: Павел от Јакшић сенатор и две даме - Јулијана Лефтер и Персида Лефтер. Александар Лефтер трговац је 1815. године био купац једне српске књиге. Вукову збирку српских народних песама узео је 1823. године и "Благородни и Високоучени" Глигорије Јакшић (иначе Лефтер) поседник Малтешког ордена из Острогона. Јакшић се бавио и књижевним радом, објавио је неколико наслова. Као месни парох забележен је 1826. године поп Сава Јоцковћ. Администратор парохије острогонске био је 1831. године поп Петар Антоновић. Острогонци су писали Србима Осијечанима децембра 1838. године тражећи помоћ да оправе парохијски дом, који је страдао те године у поплави Дунава. Један је ту (1839) претплатник Павловићевог "Српског народног листа". Године 1840. претплатник Пејчићеве књиге о здрављу био је једини из места, Василије Аџић певац (појац). Један Србин из Острогона је 1842. године писао у српским новинама о "српству" у његовом месту. Срби су тих година били све малобројнији, јер нису сами говорили српским језиком, нити су учили децу своју. Нико им наводно није забрањивао, тако је само по себи дошло. Било је много српских породица изнад и око Будима, које нису знале свој матерњи језик. Али ситуација у Острогону није била типична: "Ево усред Острогона, где је наших тек неколико кућа, црква оскудна и једва се свештеник обдржавати може, а школе и немају, па опет родољубива ревност своје сачувати труди се. Овдашњи грађани Стојановић, Лефтер и други помажу, а ревностниј им свештеник Јован Бољарић настоји да му се стадо у свом одржи, па тамо деца не кажу 'ин читалом', него својим слатким језиком чисто говоре. А и свештеник не имајући школе, код себе у свом конаку формалну школу држи и с 15-16 деце, дан на дан и у вероисповеданију своме и у језик приљежно обучава." Умро је 1842. године у Острогону, Карл Ђорђе Руми професор права, коресподент (дописни члан) елитног Друштва српске словесности у Београду. Купци српске историјске књиге 1846. године у Острогину су били: Константин Бољарић студент и црквени појац, Александра Ђорђевић "љубитељница сербског чтенија" и Георгије Вретовски ученик "нормалне школе".
У целој Острогонској жупанији било је 1797. године - 155 Срба, а 1847. године, 64 на броју.
Државни шематизам православног клира у Угарској из 1846. године, назива град - "Strigonium". Ту је српска православна парохија основана 1698. године, од када се воде и црквене матичне књиге. По новијем податку из 1905. године, матрикуле се воде од 1775. године. Православни храм је посвећен Св. арханђелу Михаилу, подигнут 1774. године у готском стилу. Та градска парохија је тада са филијалама, оближњим насељима: Паркањ, Левица, Микула и Демеш - има само 64 православне душе. Помињани Поп Јован Бољарић (1842—1859) је био "све" у парохији - парох, директор школе и учитељ, за 14 ђака. По званичним црквеним пописима, православна парохија у Острогону је 1847. године имала 64 душе, а две деценије касније 1867. - само 28 православних душа. По угарском изборном закону из 1848. године, бирао се један саборски посланик у Острогону. Парох Петар Мирковић рођен у Сентандреји 1817. године, почео је свештеничку каријеру у Острогону, где је између 1856-1861. године био парох и катихета у градској гимназији. Питомац Текелијанума у Пешти био је од школске 1858/1859. године, студент права Стеван Стојановић из Острогона. Младић је нажалост после кратког боловања умро у тамошњој болници Св. Рока, марта 1860. године. Мада је српска црквена имовина у Острогону била врло оскудна, ипак су 1858. године дали новчани прилог од 7 ф. 25 кр. ником другом но Румунима, да граде здање ердељске саборне цркве. Маријан Херцеговац из Острогона је био 1877. године читалац часописа "Српска зора" из Беча.
Из црквеног извештаја из 1865. године, види се сва трагика српске судбине у Угарској. Невероватно је колико има мало Срба на простору, где су век и по доминирали. По збиру за Острогон, Паркањ, Вац, Левицу, Микулу и Демеш, произилази да ту живи тек 57 српских душа, у једној заједничкој парохији, са сиротињском шестом, најнижом платежном класом. По Витковићевом извештају у месту је 1847. године живело 64 Србина, а две деценије касније 1867. године број је преполовљен - има само их свега 28. За споменик митрополиту Стефану Стратимировића 1894. године, било је приложника и из Острогона. Приложили су тада новац: Емилијан Чупић парох 5 ф., Исидор Чилоњ чиновник 2 ф., Сима Грубић ц и к капетан 2 ф., Ђорђе Станић ц и к капетан 2 ф., Евген Стојановић правник 1 ф. - свега 12 ф. Године 1886. пише један посетилац: српска православна црква онако мала, налазила се у дворишту једне "овештале" куће - парохијског стана. Обе грађевине су тада биле "опале и чемерне". Свештеник поп Емил Чупић (ту од 1871) је у својој парохији коју су чинили православци из више места (Острогон, Вац, Паркаљ, Мужга и Лева), имао само 18 православних душа. Појац у цркви је био ученик гимназије, попин синовац. Мала православна црква је озидана 1711. године, на месту претходне старе брвнаре. У олтару црквеном било је више драгоцених старина. Старински крст од седефа, леп путир из 1740. године, те вредна стара завеса на путирском столу, старинским златом извезена, као и застор - попут оних у манастирз Студеници. На часном престолу лежало је велико сребром оковано јеванђеље, са записом приложника исписаним са доње стране текста. Јеванђеље је купио и сребром украсио: "Архимандрит Грегорије Дрекаловић, Кастриот Скендер-бег 1763. године у граду Медуну, у горњем Епиру." У лађи црквеној, на зиду су биле окачене две древне иконе Богородице, и међу њима литографски лик Св.цара Лазара српског, рад Захарија Орфелина из 1773. године. Гаврило Витковић српски историчар је једном приликом провео осам дана у Острогону, истраживао и бележио српске старине да би их објавио у својим "Споменицима". У гимназији острогонској било је 1886. године само два Србина ученика, које су Мађари ученици свакодневно малтетирали и називали погрдно "Рац". Острогон је приложио радикалском "Братству" дар у новцу, 1896. године, да би откупило лист "Заставу" од оболелог Светозара Милетића.
Почетком 20. века Острогон није више имао свог сталног свештеника. Касније црква српска престаје то бити јер је уступљена другој верској заједници.
По српском извору из 1905. године произилази: у Острогону живе само две српске породице, у два дома са укупно пет православних душа. По претходној државној статистици 1900. године било је ту 22 православца, од којих осам Срба (три војника!). У сваком погледу ствари лоше стоје. Црквена општина није била организована због малог броја парохијана. Старатељ парохије био је поп Емилијан Чупић парох. Парохија је била најниже шесте класе, свештеник је био поп Емилијан Чупић родом из Дунапантелије, који је служио до тада 36 година у Острогону. Земљишни црквено-општински посед је 1 кј. зато парох добија припомоћ од епархије. Црква је стара и лоша у сваком погледу. Парохији припада као филијала општина Вац - са робијашима. Нема српске школе ни учитеља.

## Партнерски градови
- Мајнтал
- Еспо
- Штурово
- Бамберг
- Камбре
- Ехинген
- Гњезно
- Мариацел
- Кентербери